# Stenobia pradieri
Stenobia pradieri är en skalbaggsart som beskrevs av Lacordaire 1872. Stenobia pradieri ingår i släktet Stenobia och familjen långhorningar.
Artens utbredningsområde är:
- Benin.
- Gabon.

Inga underarter finns listade i Catalogue of Life.